# Laurent Del Colombo
Laurent Del Colombo est un judoka français né le 27 avril 1959.
Médaillé de bronze en catégorie des plus de 95 kg aux Championnats d'Europe de judo de 1981 à Debrecen, il est aussi quintuple champion de France des poids lourds en 1980, 1981, 1984, 1987 et 1989. Il devient par la suite entraîneur national.